# 38e cérémonie des Golden Globes
La 38e cérémonie des Golden Globes a eu lieu le 31 janvier 1981, récompensant les films et séries diffusés en 1980 et les professionnels s'étant distingués cette année-là.

## Palmarès
Les lauréats sont indiqués ci-dessous en premier de chaque catégorie et en caractères gras.

### Cinéma

#### Meilleur film dramatique
- Des gens comme les autres (Ordinary People)
  - Elephant Man (The Elephant Man)
  - La Neuvième Configuration (The Ninth Configuration)
  - Le Diable en boîte (The Stunt Man)
  - Raging Bull

#### Meilleur film musical ou comédie
- Nashville Lady (Coal Miner's Daughter)
  - Y a-t-il un pilote dans l'avion ? (Airplane!)
  - Fame
  - Le Temps du rock'n'roll (The Idolmaker)
  - Melvin and Howard

#### Meilleur réalisateur
- Robert Redford pour Des gens comme les autres (Ordinary People)
  - David Lynch pour Elephant Man (The Elephant Man)
  - Roman Polanski pour Tess
  - Richard Rush pour Le Diable en boîte (The Stunt Man)
  - Martin Scorsese pour Raging Bull

#### Meilleur acteur dans un film dramatique
- Robert De Niro pour le rôle de Jake LaMotta dans Raging Bull
  - John Hurt pour le rôle de John Merrick "The Elephant Man" dans Elephant Man (The Elephant Man)
  - Jack Lemmon pour le rôle de Scottie Templeton dans Un fils pour l'été (Tribute)
  - Peter O'Toole pour le rôle d'Eli Cross dans Le Diable en boîte (The Stunt Man)
  - Donald Sutherland pour le rôle de Calvin Jarrett dans Des gens comme les autres (Ordinary People)

#### Meilleure actrice dans un film dramatique
- Mary Tyler Moore pour le rôle de Beth Jarrett dans Des gens comme les autres (Ordinary People)
  - Ellen Burstyn pour le rôle d'Edna dans Résurrection (Resurrection)
  - Nastassja Kinski pour le rôle de Tess d'Urberville dans Tess
  - Deborah Raffin pour le rôle de Lena Canada dans Touched by Love
  - Gena Rowlands pour le rôle de Gloria Swenson dans Gloria

#### Meilleur acteur dans un film musical ou une comédie
- Ray Sharkey pour le rôle de Vincent "Vinnie" Vacarri dans Le Temps du rock'n'roll (The Idolmaker)
  - Neil Diamond pour le rôle de Jess Robin dans Le Chanteur de jazz (The Jazz Singer)
  - Tommy Lee Jones pour le rôle de Doolittle 'Mooney' Lynn ou 'Doo' dans Nashville Lady (Coal Miner's Daughter)
  - Walter Matthau pour le rôle de Miles Kendig/James Butler… dans Jeux d'espions (Hopscotch)
  - Paul Le Mat pour le rôle de Melvin Dummar dans Melvin and Howard

#### Meilleure actrice dans un film musical ou une comédie
- Sissy Spacek pour le rôle de Loretta Webb / Lynn dans Nashville Lady (Coal Miner's Daughter)
  - Irene Cara pour le rôle de Coco Hernandez dans Fame
  - Goldie Hawn pour le rôle du Pvt. Judy Benjamin / Judy Goodman dans La Bidasse (Private Benjamin)
  - Bette Midler pour le rôle d'elle-même / The Divine Miss M dans Divine Madness
  - Dolly Parton pour le rôle de Doralee Rhodes dans Comment se débarrasser de son patron (Nine to Five)

#### Meilleur acteur dans un second rôle
- Timothy Hutton pour le rôle de Conrad Jarrett dans Des gens comme les autres (Ordinary People)
  - Judd Hirsch pour le rôle du Dr Berger dans Des gens comme les autres (Ordinary People)
  - Joe Pesci pour le rôle de Joey LaMotta dans Raging Bull
  - Jason Robards pour le rôle de Howard Hughes dans Melvin and Howard
  - Scott Wilson pour le rôle du Capitaine Billy Cutshaw dans La Neuvième Configuration (The Ninth Configuration)

#### Meilleure actrice dans un second rôle
- Mary Steenburgen pour le rôle de Lynda Dummar dans Melvin and Howard
  - Lucie Arnaz pour le rôle de Molly Bell dans Le Chanteur de jazz (The Jazz Singer)
  - Beverly D'Angelo pour le rôle de Patsy Cline dans Nashville Lady (Coal Miner's Daughter)
  - Cathy Moriarty pour le rôle de Vickie LaMotta dans Raging Bull
  - Debra Winger pour le rôle de Sissy dans Urban Cowboy

#### Meilleur scénario
- La Neuvième Configuration (The Ninth Configuration) – William Peter Blatty
  - Elephant Man (The Elephant Man) – Eric Bergren
  - Raging Bull – Mardik Martin
  - Le Diable en boîte (The Stunt Man) – Lawrence B. Marcus
  - Des gens comme les autres (Ordinary People) – Alvin Sargent

#### Meilleure chanson originale
- "Fame" interprétée par Irene Cara – Fame
  - "Call Me" interprétée par Blondie – American Gigolo
  - "Love on the Rocks" interprétée par Neil Diamond – Le Chanteur de jazz (The Jazz Singer)
  - "Nine to Five" interprétée par Dolly Parton – Comment se débarrasser de son patron (Nine to Five)
  - "Yesterday's Dreams" interprétée par Johnny Mathis – Falling in Love Again

#### Meilleure musique de film
- Le Diable en boîte (The Stunt Man) – Dominic Frontiere
  - Fame – Michael Gore
  - Star Wars, épisode V : L'Empire contre-attaque (Star Wars, Episode V: The Empire Strikes Back) – John Williams
  - Le Concours (The Competition) – Lalo Schifrin
  - Quelque part dans le temps (Somewhere In Time) – John Barry
  - American Gigolo  – Giorgio Moroder

#### Meilleur film étranger
- Tess •  France
  - Héros ou Salopards (Breaker Morant) •  Australie
  - Kagemusha, l'Ombre du guerrier (影武者) •  Japon
  - Le Dernier Métro •  France
  - Ma brillante carrière (My Brilliant Career) •  Australie
  - Traitement Spécial (Poseban tretman) •  Yougoslavie

#### Révélation masculine de l'année
La récompense avait déjà été décernée.
- Timothy Hutton pour le rôle Conrad Jarrett dans Des gens comme les autres (Ordinary People)
  - Christopher Atkins pour le rôle de Richard dans Le Lagon bleu (The Blue Lagoon)
  - William Hurt pour le rôle du Professeur Eddie Jessup dans Au-delà du réel (Altered States)
  - Michael O'Keefe pour le rôle de Ben Meechum dans The Great Santini
  - Steve Railsback pour le rôle de Cameron dans Le Diable en boîte (The Stunt Man)

#### Révélation féminine de l'année
La récompense avait déjà été décernée.
- Nastassja Kinski pour le rôle Tess d'Urberville dans Tess
  - Nancy Allen pour le rôle de Liz Blake dans Pulsions (Dressed to Kill)
  - Cathy Moriarty pour le rôle de Vickie LaMotta dans Raging Bull
  - Dolly Parton pour le rôle de Doralee Rhodes dans Comment se débarrasser de son patron (Nine to Five)
  - Debra Winger pour le rôle de Sissy dans Urban Cowboy

### Télévision
Note : le symbole « ♕ » rappelle le gagnant de l'année précédente (si nomination).

#### Meilleure série dramatique
- Shogun
  - Dallas
  - Pour l'amour du risque (Hart to Hart)
  - Moviola
  - Vegas (Vega$)
  - Lou Grant

#### Meilleure série musicale ou comique
- Taxi
  - La croisière s'amuse (The Love Boat)
  - M*A*S*H
  - Soap
  - Alice

#### Meilleur film de télévision
La récompense avait déjà été décernée.
- The Shadow Box
  - The Ordeal of Dr. Mudd
  - Playing for Time
  - A Tale of Two Cities
  - Le Journal d'Anne Frank (The Diary of Anne Frank)

#### Meilleur acteur dans une série dramatique
- Richard Chamberlain pour le rôle de John Blackthorne dans Shogun
  - Edward Asner pour le rôle de Lou Grant dans Lou Grant
  - Larry Hagman pour le rôle de J.R Ewing dans Dallas
  - Robert Wagner pour le rôle de Jonathan Hart dans Pour l'amour du risque (Hart to Hart)
  - Robert Urich pour le rôle de Dan Tanna dans Vegas (Vega$)

#### Meilleure actrice dans une série dramatique
- Yoko Shimada pour le rôle de Lady Toda Buntaro dans Shogun
  - Stefanie Powers pour le rôle de Jennifer Hart dans Pour l'amour du risque (Hart to Hart)
  - Linda Gray pour le rôle de Sue Ellen Ewing dans Dallas
  - Barbara Bel Geddes pour le rôle de Miss Ellie dans Dallas
  - Melissa Gilbert pour le rôle de Laura Ingalls Wilder dans La Petite Maison dans la prairie (Little House on the prairie)

#### Meilleur acteur dans une série musicale ou comique
- Alan Alda pour le rôle de Benjamin Pierce dans M*A*S*H ♕
  - Judd Hirsch pour le rôle d'Alex Rieger dans Taxi
  - Wayne Rogers pour le rôle du Dr Charley Michaels dans House Calls
  - Gavin MacLeod pour le rôle du Capt. Merrill Stubing dans La croisière s'amuse (The Love Boat)
  - Hal Linden pour le rôle du Capt. Barney Miller dans Barney Miller

#### Meilleure actrice dans une série musicale ou comique
- Katherine Helmond pour le rôle de Jessica Tate dans Soap
  - Loni Anderson pour le rôle de Jennifer Elizabeth Marlowe dans WKRP in Cincinnati
  - Polly Holliday pour le rôle de Florence Jean Castleberry dans Flo
  - Lynn Redgrave pour le rôle d'Ann Anderson dans House Calls
  - Linda Lavin pour le rôle d'Alice Hyatt dans Alice ♕

#### Meilleur acteur dans un second rôle dans une série, une mini-série ou un téléfilm
(ex æquo)
- Pat Harrington Jr. pour le rôle de Dwayne Schneider dans Au fil des jours (One Day at a Time)
- Vic Tayback pour le rôle de Mel Sharples dans Alice ♕
  - Andy Kaufman pour le rôle de Latka Gravas dans Taxi
  - Danny DeVito pour le rôle de Louie De Palma dans Taxi ♕
  - Geoffrey Lewis pour le rôle d'Earl Tucker dans Flo

#### Meilleure actrice dans un second rôle dans une série, une mini-série ou un téléfilm
(ex æquo)
- Valerie Bertinelli pour le rôle de Barbara Cooper dans Au fil des jours (One Day at a Time)
- Diane Ladd pour le rôle de Belle Dupree dans Alice
  - Linda Kelsey pour le rôle de Billie Newman dans Lou Grant
  - Beth Howland pour le rôle de Vera Louise Gorman dans Alice
  - Marilu Henner pour le rôle d'Elaine Nardo dans Taxi

### Cecil B. DeMille Award
- Gene Kelly

### Miss Golden Globe
- Rosanne Katon

## Récompenses et nominations multiples

### Nominations multiples

#### Cinéma
8 : Des gens comme les autres
7 : Raging Bull
6 : Le Diable en boîte
4 : Tess, Nashville Lady, Fame, Melvin and Howard, Elephant Man
3 : La Neuvième Configuration, Comment se débarrasser de son patron, Le Chanteur de jazz
2 : Le Temps du rock'n'roll, American Gigolo, Urban Cowboy

#### Télévision
5 : Alice, Taxi
4 : Dallas
3 : Shogun, Lou Grant, Pour l'amour du risque
2 : Au fil des jours, Soap, Flo, House Calls, M*A*S*H, La croisière s'amuse, Vegas

#### Personnalités
3 : Dolly Parton
2 : Irene Cara, Nastassja Kinski, Neil Diamond, Timothy Hutton, Judd Hirsch, Cathy Moriarty, Debra Winger

### Récompenses multiples

#### Cinéma
5 / 8 : Des gens comme les autres
2 / 4 : Nashville Lady, Tess

#### Télévision
3 / 3 : Shogun
2 / 2 : Au fil des jours
2 / 5 : Alice

#### Personnalités
Aucune

### Les grands perdants

#### Cinéma
1 / 7 : Raging Bull
1 / 6 : Le Diable en boîte

#### Télévision
1 / 5 : Taxi
0 / 4 : Dallas